# 아르마비아
아르마비아(영어: Armavia)은 예레반에 본사를 두고 있는 항공사로 허브 공항은 츠바르트노츠 국제공항이 있다.

## 역사
1996년 12월에 아비아핀(영어: Aviafin Ltd)과 미카 아르메니아 트레이닝(영어: Mika Armenia Trading Ltd)과 합작으로 설립 했으며 2001년에 최초로 러시아와 터키에 취항해 운항을 시작했다. 2002년에 러시아의 항공사인 S7 항공과 전략적인 제휴를 맺고 에어버스 A320 기조를 도입했다. 2003년 아르메니아 항공이 파산해 국제선 노선을 인수한데 이어 2005년에 아르메니아 국제항공 마저 도산되면서 아르메니아에서 제일 규모가 큰 항공사로 성장하게 되었다. 같은 해 미카 아르메니아 트레이닝(영어: Mika Armenia Trading Ltd)이 S7 항공이 보유했던 지분을 인수해 완전히 자회사가 되었다. 2010년에 10여개 지역이 새로 취항했으며 연간 80만명을 운송했다. 하지만 막대한 부채와 경영난으로 인해 2013년 4월 1일에 파산했다.

## 운항 노선

### 코드쉐어 협정
- 아르마비아는 다음과 같은 항공사에 코드쉐어 협정을 체결하고 있었다.

| - 에어로스비트 항공 - 에어발틱 - 에어프랑스 (스카이팀) | - El Al - 로시야 항공 - 쿠반 항공 | - LOT 폴란드 항공 (스타 얼라이언스) - 러스라인 - 트랜스아에로 항공 | - 우랄 항공 - 유테이르 항공 - VIM 항공 |

## 보유 기종
- 2012년 7월 기준으로 아르마비아는 다음과 같은 기종을 보유하고 있으며 평균 기령은 12.3년이다.[4][5][6]